# Liris Valles
Liris Valles est un système de vallées de la planète Mars couvrant 613 km en bordure nord-est du cratère Huygens et centré par 10,6° S et 57,9° E dans le quadrangle d'Iapygia.